# Blast beat

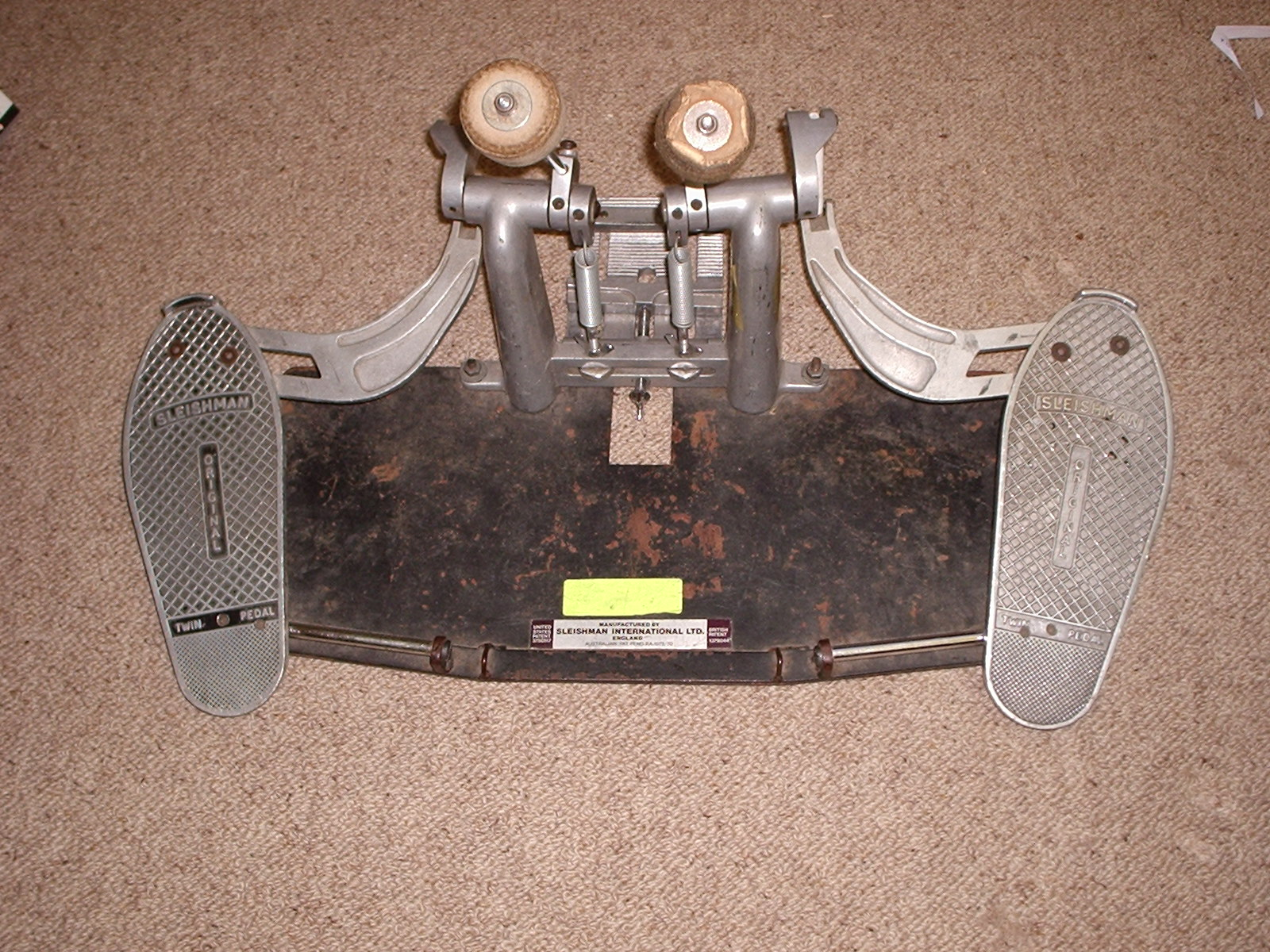
El doble pedal es un elemento habitual cuando se interpreta un ritmo de blast beat.

Se conoce como blast beat a un determinado ritmo de batería caracterizado por su rapidez a veces extrema, influenciada por géneros de metal extremo. 
El creador de este ritmo o movimiento es el baterista neoyorquino del grupo de thrash metal Anthrax Charlie Benante, ejecutado en la canción Milk de su banda alternativa Stoorm Troopers of Death S.O.D.
El tema No Sense de la banda Dirty Rotten Imbeciles del álbum Dirty Rotten EP está considerado el primero en usar este ritmo.
La técnica no recibió mucho aprecio por parte del público en general, permaneciendo así en el underground.

## Tipología
Hay dos tipos de blast beat:
- La primera forma es alternando la caja y el hi-hat mientras se golpea el bombo con alguno de ellos.

- La segunda forma es golpeando simultáneamente caja y hi-hat junto con el bombo: esta forma es comúnmente usada con doble pedal. Esto también es conocido como "hammer blast".

Existen alteraciones a estas formas básicas:

## Intérpretes
Artistas como Flo Mounier (Cryptopsy), Alex Hernandez (Immolation), Charlie Benante (Anthrax), y Dave Mackintosh (Dragonforce),  entre otros, usan sus propios patrones y alteraciones. Entre los grandes exponentes del blastbeat está Pete Sandoval de la banda Morbid Angel. Y por último Derek "One Take" Roddy considerado uno de los mejores en la técnica.